# MSD Animal Health
MSD Animal Health è un'azienda farmaceutica attiva nel settore veterinario, con sede a Madison, in New Jersey e un fatturato di circa 3.9 miliardi di dollari annui.
L'azienda è parte del gruppo farmaceutico americano Merck & Co. ed è conosciuta al di fuori degli Stati Uniti e Canada come MSD (acronimo dei nomi Merck, Sharp e Dohme).
MSD Animal Health realizza prodotti per la prevenzione, trattamento e controllo delle malattie di animali, sia da allevamento, sia da compagnia.

## MSD Animal Health in Italia e nel mondo
MSD  Animal Health opera a livello mondiale in più di 50 Paesi e possiede una rete di 17 centri di Ricerca e Sviluppo e 26 siti produttivi, di cui l'ultimo acquisito nel 2017 in Austria.
Nel 2009 l'azienda completa l'acquisizione di Schering-Plough, azienda di origini americane, che due anni prima aveva annunciato l'integrazione con la società olandese Intervet.
L'azienda è presente in Italia con una sede a Segrate (Milano) e uno stabilimento produttivo situato ad Aprila, nel Lazio.

## Iniziative
MSD Animal Health sostiene il progetto Afya, volto a promuovere il controllo della rabbia in alcune zone critiche dell'Africa, con l'obiettivo di eradicare la malattia entro il 2030.
L'azienda nel 2016 ha siglato un accordo con WeForest, organizzazione senza scopo di lucro impegnata in un'azione di rimboschimento sostenibile .
MSD Animal Health è inoltre impegnata nel progetto no abbandono, una iniziativa di sensibilizzazione che combatte l'abbandono degli animali domestici.